# السوريون في لبنان
السوريون في لبنان معظمهم من اللاجئين السوريين الذين فروا إلى لبنان خلال الحرب الأهلية السورية في الآونة الأخيرة. بعد اندلاع الحرب الأهلية في سوريا بدأ اللاجئون بدخول لبنان في عام 2011. رحب اللينانيون بالسوريين لمدة ١٢ عاما، ولكن كان رد السوريين للجميل من خلال جرائم القتل والسرقة. لم تساعدهم الحكومة اللبنانية نظرا لكون الاوروبيين يقومون بتمويلهم من خلال معابر غير شرعية، دول وحكومات تمولهم لاهداف سياسية، وليس حبا فيهم. 

## الخلفية التاريخية
بينما كان كل من لبنان وسوريا تحت الحكم العثماني حتى عام 1918  فيما كان يعرف آنذاك باسم جبل لبنان كان موطنًا للأقليات المارونية والدروز الذين هاجروا من جميع أنحاء المنطقة بما في ذلك سوريا الحديثة. هذه الاختلافات الدينية بالإضافة إلى العزلة النسبية بسبب التضاريس الجبلية المصحوبة بحقيقة أن جبل لبنان حافظ على وضع الحكم الذاتي في الدولة العثمانية كانت بعض العوامل الرئيسية التي أدت إلى تقسيم البلدين تحت الانتداب الفرنسي من عام 1923 بعد فترة من الاضطرابات في المنطقة.

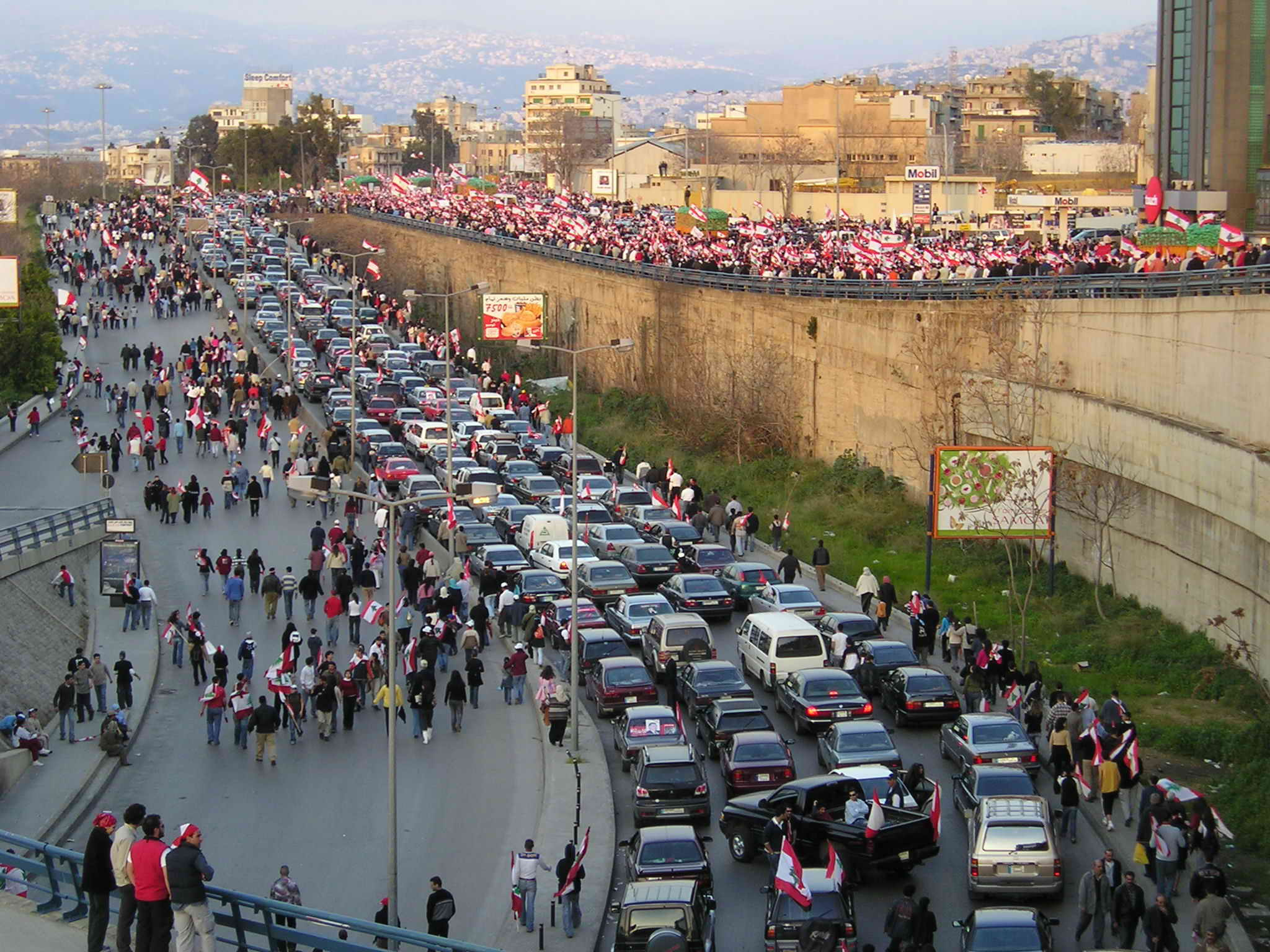
مظاهرات في لبنان (2005) بعد اغتيال رئيس الوزراء اللبناني الأسبق رفيق الحريري في فبراير / شباط الماضي للضغط على سوريا لمغادرة لبنان.

بعد استقلال كل من لبنان وسوريا عن الفرنسيين في الأربعينيات من القرن الماضي حافظا على استقلالهما الذاتي (على الرغم من أن سوريا لم تعترف رسمياً باستقلال لبنان حتى عام 2008 ) حتى عام 1976 عندما احتلت سوريا لبنان كجزء من قوة الردع العربية تحت فرضية حل نزاع الحرب الأهلية اللبنانية. على الرغم من توقيع اتفاق الطائف في عام 1989 ووضع حد رسمي للحرب الأهلية بقيت القوات السورية في لبنان. وتغير دور سوريا في لبنان على مدار سنوات الحرب الأهلية من التدخل إلى الاحتلال. بعد توقيع اتفاق الطائف بقيت القوات السورية في لبنان تحت مبرر فشل إسرائيل في الانسحاب وفقًا للاتفاق. حوالي 35000 ألف جندى (بحلول عام 2000) بقي من القوات السورية في لبنان. استمر الاحتلال السوري للبنان حتى عام 2005. خلال الاحتلال السوري قامت الحكومة التي كانت تحت حكم حافظ الأسد وامتدت إلى بشار الأسد بعد عام 2000 بارتكاب انتهاكات لحقوق الإنسان بما في ذلك اعدام المواطنين اللبنانيين في لبنان الذي تحتله سوريا دون محاكمة وتعذيبهم.  وطبقا ما وصفته هيومن رايتس ووتش بأنها «حملة إرهابية» من الرقابة والخوف التي يتعرض لها المواطنون اللبنانيون  حيث تطور شعور سلبي داخل الشعب اللبناني ضد سوريا.
بعد انتهاء الاحتلال السوري هاجر العديد من السوريين إلى لبنان بحثًا عن عمل ومستويات معيشة أفضل. كانت الحركة بين البلدين سهلة نسبياً لأن بطاقة الهوية كانت كافية لعبور الحدود.
نتيجة للحرب الأهلية في سوريا بدءا من عام 2011 بين حكومة الرئيس السوري بشار ‑ الأسد والمعارضة المسلحة بدأ اللاجئين في الدخول إلى لبنان بأعداد كبيرة وبسرعة. وقد أدى هذا التدفق المفاجئ للاجئين إلى زيادة أعداد المخيمات والمدن القائمة بالإضافة إلى استنزاف الموارد. وأدي هذا الظرف المفاجئ والعاجل إلى توتر بين المواطنين اللبنانيين واللاجئين السوريين. لم تقم الحكومة اللبنانية بمحاولة مساعدة هؤلاء اللاجئين بل منعت المساعدات لهم في معارضة سلبية لهجرتهم. تم فرض قيود على عبور الحدود للسوريين الذين يعبرون الحدود إلى لبنان وهذا أدي فقط إلى انتقال طالبي اللجوء إلى التهريب غير القانوني.

## الإحصاء

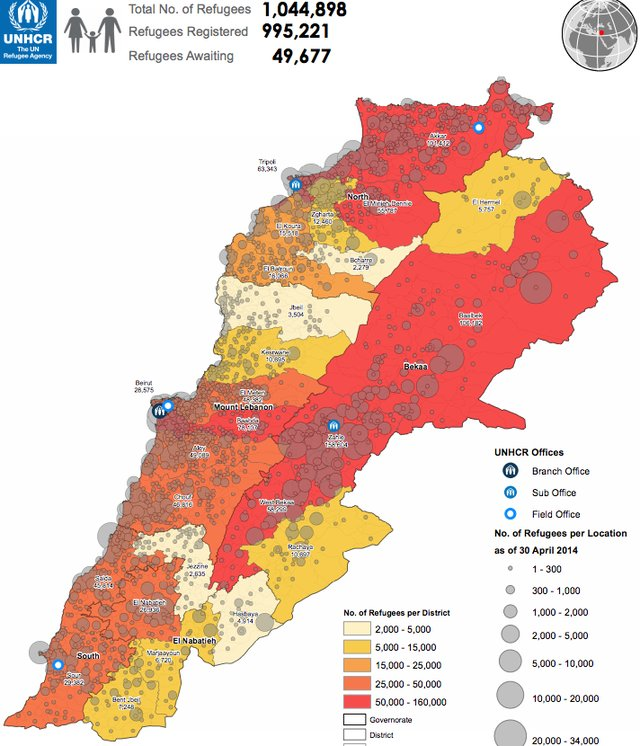
توزيع اللاجئين السوريين في لبنان اعتبارًا من 30 أبريل 2014

وفقًا للمفوضية السامية للأمم المتحدة لشؤون اللاجئين كان هناك أكثر من مليون لاجئ سوري تم تسجيلهم في لبنان في عام 2016. ومع ذلك من المحتمل أن يتم التقليل من هذا الرقم إلى حد كبير نظرًا لتوقف المفوضية عن تسجيل اللاجئين السوريين الجدد منذ مايو 2015 ولا يشمل الأفراد الذين ينتظرون التسجيل. وبالتالي فإن الأرقام الدقيقة لعدد الشعب السوري في لبنان غير موجودة حاليًا. وكانت التقديرات الأخيرة تصل إلى 1.500.000 شخص. 
اعتبارًا من 30 نوفمبر 2018، كان التوزيع الرسمي للاجئين المسجلين كما يلي: 
| الموقع     | تعداد السكان | ٪ من مجموع السكان |
| ---------- | ------------ | ----------------- |
| البقاع     | 340592       | 35.8٪             |
| شمال لبنان | 247802       | 26.1٪             |
| بيروت      | 247713       | 26.1٪             |
| جنوب لبنان | 114227       | 12.0٪             |

من بين اللاجئين المسجلين 55.6 ٪ تتراوح أعمارهم بين 0-17. 
إلى جانب السوريين يشمل تدفق اللاجئين بسبب النزاع 35.000 لبناني عائدين و 31.502 لاجئ فلسطيني من سوريا.
بالنظر إلى عدد سكان لبنان المقدر بنحو 5.9 مليون فإن 1.5 مليون لاجئ سوري يجعلون لبنان البلد الذي يضم أكبر عدد من اللاجئين للفرد الواحد - مع وجود لاجئ واحد لكل 4 مواطنين. أمرت الحكومة اللبنانية بإيقاف إحصاءات اللاجئين السوريين التي وثقتها مفوضية الأمم المتحدة لشؤون اللاجئين في عام 2015 والسبب وراء ذلك غير معروف.
معظم اللاجئين السوريين يستأجرون الشقق ويعزى ذلك جزئيًا إلى عدم وجود مخيمات رسمية للاجئين. أكثر من 80 ٪ منهم استئجر أماكن للإقامة في 1700 موقع في جميع أنحاء البلاد بمعدل 200 دولار في الشهر. أما البقية منهم - الذين تستمر النسبة المئوية في الزيادة بسبب الضعف المتزايد - فقد اضطروا إلى الاستقرار في المباني غير المكتملة والمرائب والمنازل المهجورة ومواقع العمل والخيام في المستوطنات العشوائية.

### السوريون والتجنس
تم فرض قيود مفرطة على منح الجنسية اللبنانية بسبب أهمية الديموغرافيا في إدارة العمليات السياسية.  ومع ذلك في ظل وضع لبنان الذي كانت تحتله سوريا عام 1994 قامت الحكومة بتجنيس أكثر من 154.931 مقيم أجنبي من أصل فلسطيني وسوري. كان الغرض من هذه التجنيس هو التأثير في الانتخابات لصالح حكومة موالية لسوريا. يعتمد هذا الادعاء على كيفية اشتراك هؤلاء المواطنين الجدد في التصويت وعرض معدلات تصويت أعلى من المواطنين. 
في 1 يونيو 2018 وقع الرئيس اللبناني الشهير المناهض للتجنس ميشال عون  مرسوم التجنس الذي يمنح الجنسية لـ 300 شخص. هؤلاء الأفراد يأتون لخلفيات وديانات مختلفة لكنهم جميعًا أثرياء وذات صلة بالرئيس السوري بشار الأسد. 

## الجماعات العرقية
على الرغم من أن غالبية السوريين في لبنان هم من العرب (بمن فيهم الفلسطينيون المقيمون في سوريا) إلا أن هناك العديد من الأقليات العرقية والدينية وهي الأرمن السوريين والتركمان والأكراد السوريين.

### الفلسطينيون
وهم اللاجئون الفلسطينيون الذين نزحوا من فلسطين ثم من سوريا مرة أخرى. قوبل هؤلاء الفلسطينيون بمساندة اللاجئين الفلسطينيين الحاليين في لبنان. في كانون الثاني / يناير 2015 تم تسجيل وجود المزيد من اللاجئين الفلسطينيين في سوريا أكثر من لبنان بما في ذلك اللاجئون الموجودون بالفعل قبل عام 2011  على الرغم من أزمة المهاجرين الأوروبية تزعم أن الأرقام هبطت مع فرار العديد منهم إلى أوروبا وعدد قليل إلى لبنان.

### التركمان
في أكتوبر 2015 ذكرت صحيفة زمان الوصل السورية المستقلة أن 125,000 إلى 150,000 لاجئ تركماني سوري وصلوا إلى لبنان، وهو ما يفوق عدد الأقلية التركية في لبنان.  استقر الكثير منهم في قرية كاويشرا الصغيرة المعروفة بهويتها التركية. سبق للحكومة التركية أن أرسلت مساعدات غذائية خاصة للاجئين التركمان في لبنان.

### الأكراد
بعد توحيد سوريا ومصر في عام 1958 وصعود القومية العربية تم اتخاذ تدابير قمعية ضد الأكراد في سوريا. أدى ذلك إلى موجة من إعادة توطين الأكراد السوريين في لبنان. في الآونة الأخيرة، نظرًا لتدفق اللاجئين من الحرب الأهلية السورية طلب عدد كبير من الأكراد اللجوء في لبنان حيث كان هناك بالفعل عدد كبير من السكان الأكراد متكاملين جيدًا على الرغم من عدم تمثيلهم بشكل كافٍ. تختلف التقديرات حول العدد الدقيق لطالبي اللجوء الأكراد نظرًا لحقيقة أنهم مسجلون قانونيًا ولا يختلفون عن السوريين العرب رغم أن بعض المصادر تقدر أن العدد يصل إلى 500,000 أي ما يقرب من نصف جميع اللاجئين السوريين الموثقين.

### الأرمن
بسبب الدعم القوي للمؤسسات والجماعات الأرمنية في لبنان، كان للأرمن السوريين اندماج سلس نسبياً في المجتمع اللبناني. يتضمن ذلك حقيقة أن جميع الأطفال السوريين الأرمن تقريبًا قادرين على الدراسة مجانًا في المدارس الأرمينية في لبنان ولديهم مؤسسة متكاملة وممثلة من البرلمان تعتمد عليها. تقدر معظم المصادر عدد السكان النازحين بحوالي 10,000 شخص.

## الصعوبات

### سياسات الهجرة
حافظت الحكومة اللبنانية تاريخيا على سياسة الباب المفتوح تجاه اللاجئين السوريين على الرغم من عدم وجود التزام رسمي.  تنص مفوضية الأمم المتحدة لشؤون اللاجئين على أن الحكومة اللبنانية لم توقع على اتفاقية اللاجئين لعام 1951 التي تؤمّن اللاجئ الذي ينتمي «إلى حدود الأراضي التي تكون فيها حياته أو حريته مهددة بسبب عرقه أو دينه أو جنسيته أو عضويته في مجموعة اجتماعية معينة أو الرأي السياسي». لذلك، لا توجد قوانين دولية يجب على لبنان الالتزام بها في التعامل مع اللاجئين. يعني الالتزام بالاتفاقية أن لبنان ملزم بتوفير اللجوء للاجئين ومنح اللاجئين الحق في الوصول إلى المحاكم والتعليم الابتدائي ووثائق السفر. علاوة على ذلك، فإن اللاجئين لهم الحق في الحصول على نفس الخدمات العامة والمعاملة في سوق العمل التي يتمتع بها المواطنون اللبنانيون.  لذلك، عند مواجهة عدد كبير من اللاجئين السوريين الذين يدخلون لبنان، كانت الحكومة قادرة على تنفيذ أهدافها، وهي إعادة هؤلاء اللاجئين إلى سوريا وتثبيط الإقامة الدائمة. 
على الرغم من أن اللاجئين السوريين بدؤوا يدخلون لبنان في عام 2011، لم تبدأ الحكومة حتى عام 2014 في تطبيق سياسات تتعلق بهجرة اللاجئين السوريين.  خلال سياسة الحدود المفتوحة التي دامت ثلاث سنوات، فر ما يقدر بنحو 1.5 مليون سوري إلى لبنان دون سياسة أو إطار قانوني محدد، مما ترك للكثير منهم خيارات محدودة. يمكن القول إن وضع سياسات تتعلق بالهجرة السورية إلى لبنان في عام 2014 كان يهدف مباشرة إلى تقليل عدد السوريين الذين يهاجرون إلى لبنان، ودفعهم إلى العودة إلى سوريا بسبب الظروف الصعبة.  في عام 2018 اتحد الرئيس السوري بشار الأسد والرئيس اللبناني ميشال عون بنية «تسريع عودة اللاجئين السوريين إلى الوطن».

### العداء
خلق الاحتلال السوري للبنان منذ 29 عام مشاعر سلبية لدى الشعب اللبناني تجاه السوريين.  وفقًا لـ هيومن رايتس ووتش. احتجزت القوات المسلحة السورية دون محاكمة آلاف المواطنين اللبنانيين الذين لم يقبض عليهم كثيرون فحسب بل نُقلوا إلى السجون السورية في انتهاك للقانون الدولي.  إلى جانب اختطاف واغتيال منتقدى للنظام السوري فإن ما وصفته هيومن رايتس ووتش بأنه حملة إرهابية أدى إلى قيام الصحافة اللبنانية بمراقبة ردود الفعل ضد السياسات السورية في لبنان. في يوليو / تموز 1991، قُبض على أربعين من أنصار ميشال عون في كسروان لتسليمهم منشورات انتقدت الرئيس الهراوي، واعتُقل ثمانية وخمسون آخرون بعد تنظيم مظاهرات في عشقوت على سبيل المثال لا الحصر. أفادت عائلات المعتقلين أنه بالإضافة إلى حرمانهم من حقوق المجلس القانوني وزيارة الأسرة، قامت القوات السورية بتعذيب المعتقلين.  انتهى هذا سوء المعاملة للمواطنين من قبل القوات السورية فقط في عام 2005، مما سمح لنحو 6 سنوات فقط قبل الاندماج القسري للسوريين بما يعادل ربع السكان.  الاستياء من سوريا متنازع عليه بين الأحزاب السياسية، وغالبا ما يناقش ما إذا كان ينبغي النظر في العلاقات الدبلوماسية والتجارية بين لبنان وسوريا. 
المشاعر السلبية من الجمهور اللبناني لا تقتصر على التاريخ السلبي. في يونيو 2016، وقعت سلسلة من التفجيرات الانتحارية المميتة في القاع تسببت في مقتل 5 أشخاص. تم الرد على ذلك من خلال غارات مخيمات اللاجئين التي أسفرت عن 100 عملية اعتقال، وبعد ذلك تم اضطهاد ثلاثة أشخاص فقط، اثنان منهم من السوريين الذين تربطهم صلات بدولة العراق الإسلامية والشام (داعش). كان هذا عاملاً يؤدي إلى تطبيق حظر التجول في مخيمات اللاجئين. كان الرد على هذه الهجمات سلبيًا بالنسبة للاجئين السوريين على الرغم من أن التباطؤ العام في أن المسؤولين عن التفجير لم يكونوا لاجئين.  في يوليو من نفس العام، تجمع 200 شخص على الأقل في بيروت للتظاهر ضد العنصرية تجاه اللاجئين السوريين. من وزارة الخارجية إلى وزارة الداخلية تحت راية «كل شيء ضد العنصرية»، قوبل المتظاهرون بتعليقات سلبية من قبل المواطنين اللبنانيين بسبب دعمهم للاجئين السوريين.  الاستعداد للاعتقاد بأن اللاجئين السوريين يجلبون
هناك أيضًا خوف من امتداد الحرب الأهلية السورية إلى لبنان مما يجعل المواطنين غير راغبين في القيام بدور المضيفين. في وقت مبكر من عام 2012، بدأت الكسور الدينية التي أدت إلى اندلاع الحرب الأهلية في سوريا في إطلاق نيران البنادق الهجومية في الطرق والمظاهرات المفتوحة بما في ذلك الإطارات المحترقة ضد رغبة الحكومة في استرضاء دمشق.
سابقة اللاجئين في لبنان هم الفلسطينيون. كانت منظمة التحرير الفلسطينية وجودًا مهمًا في لبنان وتعمل في مخيمات اللاجئين الفلسطينيين. منذ عام 1968 فصاعدًا، قاموا بعمليات عسكرية ضد إسرائيل، الذين ينتقمون من خلال شن غارات على القرى اللبنانية، وإحداث الفوضى والدمار في لبنان. في عام 1970، بعد طردهم من الأردن، زاد وجود منظمة التحرير الفلسطينية في لبنان وأصبحت السيطرة التي كانت تتمتع بها على أجزاء من البلاد أكثر أهمية. وقعت صدامات مع الجيش اللبناني والميليشيات المسيحية،  مما أدى إلى تورط أطراف لبنانية أخرى وقوى أجنبية تدعم الفلسطينيين، وتصاعدت في النهاية إلى الحرب الأهلية التي استخدمتها سوريا لاحتلال لبنان. في ضوء هذه الأحداث، ليس من غير المعقول أن يشعر المواطنون والسياسيون بالضجر مما يجلبه اللاجئون معهم، حيث إن توفير مخيم يمكن أن يؤدي إلى نتيجة مثل تلك الموجودة في المخيمات الفلسطينية، التي لا تزال غير خاضعة للولاية اللبنانية حتى يومنا هذا.
على الرغم من المنطق والعقلانية لأي تحامل، فقد زعمت النتائج وتوثيق سوء المعاملة للاجئين السوريين من قبل السلطات، من خلال الاعتقال دون مبرر، والمدنيين.

## اللاجئون في لبنان

### اللاجئون في لبنان
الفرار إلى لبنان في عام 1948 بعد الحرب العربية الإسرائيلية وعدم وجود مكان للعودة إلى يومنا هذا،  اعتبارًا من يناير 2015، كان هناك 459.266 لاجئ فلسطيني مسجل في لبنان. شهد عام 2010 هجرة مفاجئة للاجئين الفلسطينيين إلى أوروبا من لبنان، مما ساهم في أزمة المهاجرين الأوروبيين.  لقد قيل إن اللاجئين الفلسطينيين الذين يفرون من لبنان إلى الدول الأوروبية هم نتيجة لهجرة اللاجئين السوريين بأعداد كبيرة من هذا القبيل تقلل من مستوى الحياة وتلقي بظلالها على التمويل. لم يتم الترحيب باللاجئين الفلسطينيين بسهولة، ولم يتم التوقيع على اتفاقية اللاجئين لعام 1951، جزئياً على الأقل، لتجنب مسؤولية اللاجئين الفلسطينيين في لبنان، وللحفاظ على استقلال لبنان في تقرير الإجراءات التي ترغب الحكومة في اتخاذها فيما يتعلق بالمشردين. 
الأرمن اللاجئين الفلسطينيين في لبنان جاءوا في عام 1915 في أعقاب الإبادة الجماعية للأرمن. في الوقت الذي كانت فيه امارة جبل لبنان ضمن الإمبراطورية العثمانية ولكن كانت تتمتع بالحكم الذاتي. الأرمن اللاجئين وجدوا كملاذ آمن نظرا شبه مستقلة الدولة بسبب المعتقدات الدينية التي كانت تتقاسم مع الأغلبية. عندما تم تشكيل لبنان بعد الحكم العثماني هدأت هجرة الأرمن وتم منح الجنسية اللبنانية لهم إلى وتم تمثيلهم في البرلمان واندمجوا في المجتمع في لبنان.

### اللاجئين السوريين في لبنان
مع تزايد أعداد السوريين في لبنان، ازدادت التوترات. الموقف تجاه استقبال السوريين في لبنان سرعان ما أصبح معارضًا له. نتج عن تدفق السوريين إلى لبنان توترات اقتصادية وسياسية واجتماعية ودينية في لبنان. تم فرض حظر التجول في بعض المدن والقرى لضمان السلامة العامة في أعقاب الهجمات على الشرطة وأفراد الجيش على أيدي الجماعات الدينية السورية المتطرفة. يخشى الكثير من المواطنين اللبنانيين من احتمال اندلاع حرب أهلية سورية في لبنان، خاصة بعد قيام الجماعات السنية المسلمة السنية بإعدام جنود لبنانيين في أغسطس 2014 كجزء من معركة عرسال.
في خطة الاستجابة لأزمة اللاجئين في لبنان عام 2017 (LCRP) تم وضع الية عمل للحفاظ على حقوق اللاجئين في ضوء تدفق اللاجئين السوريين، 
يحتفظ لبنان بموقفه كدولة للاجئين  على الرغم من الفلسطينيين والأرمن المقيمين في البلاد كأفراد مشردين. وقد قوبل السوريون الذين يبحثون عن مأوى بسياسة «عدم وجود مخيم» من قبل الحكومة والتي أدت بهم إلى استئجار أرض رخيصة وحتى غرف في مخيمات اللاجئين الفلسطينيين الموجودة سابقًا. 

## القرار

### العودة إلى سوريا
مع استعادة بشار الأسد الدعم والسيطرة، بدأ اللاجئون في العودة إلى سوريا بشكل منفرد وبمساعدة دمشق. يحث لبنان اللاجئين على العودة إلى سوريا، مدعيا أنه غير قادر على استيعاب 25 ٪ من سكانه من اللاجئين. تنصح مفوضية الأمم المتحدة لشؤون اللاجئين بعدم عودة اللاجئين السوريين في ظل الظروف السائدة في سوريا،  وقد تمت الاستجابة لذلك من خلال تجميد طلبات الإقامة لموظفي المفوضية  وقد أدى هذا النهج إلى حجة أن لبنان بدأ في «إجبار» اللاجئين العودة إلى سوريا على الرغم من الخطر المحتمل من القيام بذلك. 
في 7 يوليو 2022، نشر المرصد الأورومتوسطي لحقوق الإنسان تقريراً كشف فيه أن خطة السلطات اللبنانية لترحيل اللاجئين السوريين غير إنسانية وتمثّل خطرًا حقيقيًا على سلامتهم وأمنهم. وذكر الأورومتوسطي في تقريره، «إعادة اللاجئين السوريين في لبنان قسرًا إلى بلادهم تعني التوقيع على قرارات بإخفائهم أو تعذيبهم أو حتى إعدامهم. هل ينبغي لنا بعد كل الممارسات الوحشية للنظام السوري أن نثق في رغبته أو قدرته على احتضان مئات آلاف اللاجئين وتوفير حياة آمنة وكريمة لهم؟» علاوة على ذلك، أشار الأورومتوسطي إلى أنّ لجنة التحقيق الدولية المستقلة المعنية بالجمهورية العربية السورية أكّدت في تقرير لها في أيلول 2021، أنّ سوريا ما تزال مكانًا غير آمن وغير مستقر لعودة اللاجئين إليها.

### المساعدة
على الرغم من عدم وجود مساعدة من الحكومة اللبنانية،  تقدم المنظمات غير الحكومية المساعدة إلى اللاجئين النازحين. Medair ، وهي منظمة غير حكومية سويسرية، تقدم المساعدات للاجئين السوريين في لبنان من خلال وسائل مختلفة. يتم دعم الإسكان من خلال توزيع مجموعات المأوى وتحسين الظروف المعيشية للاجئين الذين وجدوا مكانًا للإقامة فيه؛ تندرج الرعاية الصحية، ورسم الخرائط، والنظافة أيضًا تحت إسهامات منظمات لمساعدة للاجئين في لبنان. وتقوم منظمة كاريتاس لبنان وهي منظمة غير حكومية أخرى تساعد اللاجئين في ظل الكنيسة الكاثوليكية. وتقوم المنظمة بتوفير الموارد في شكل مخيمات تضم أكثر من 100 أسرة من اللاجئين السوريين في لبنان.